# Хромозом 17 (човек)
Хромозом 17 је аутозомни хромозом седамнаести по величини у хуманом кариотипу. Према положају центромере припада субметацентричним хромозомима. Према Денверској конференцији из 1960. године сврстан је у Е групу. Изграђен је од 92 милиона парова база ДНК што представља од 2,5-3% укупне количине ДНК у ћелији.

## Мапирани гени и болести/поремећаји
Гени мапирани на овом хромозому узрокују следеће болести и поремећаје:
- Canavanova
- Милер-Дикеров
- ретинитис пигментоза
- Li-Fraumeni синдром
- Smith-Magenis синдром
- карцином јајника
- Вотсонов синдром
- Вилмсов тумор
- Ehlers-Dunlos синдром
- шећерна болест, тип 2
- склоност Алцхајмеровој болести
- акутна промијелоцитна леукемија
- епидермолитична кератодерма дланова и табана
- урођена пахионихија
- склеростеоза
- примарна адхалинопатија
- карцином дојке
- карцином јајника
- хемолитичка анемија
- катаракте
- акутна мијелоидна леукемија
- Неурофиброматоза тип 1